# ملانی اولیوارس
ملانی اولیوارس (اسپانیایی: Melani Olivares‎؛ زادهٔ ۱۸ فوریهٔ ۱۹۷۳) مدل و بازیگر اهل اسپانیا است.
از فیلم‌ها یا مجموعه‌های تلویزیونی که وی در آن‌ها نقش داشته‌است، می‌توان به شب پادشاهان و هر چه بیشتر، بهتر اشاره نمود.